# Tassili Airlines
Tassili Airlines (arabisch طيران الطاسيلي, DMG Ṭayarān aṭ-Ṭāsīlī) ist eine algerische Fluggesellschaft mit Sitz in Algier und Basis auf dem Flughafen Algier. Sie ist Mitglied der Arab Air Carriers Organization sowie der African Airlines Association.

## Geschichte
Tassili Airlines wurde im März 1998 von Air Algérie und der staatlichen Ölgesellschaft Algeriens, Sonatrach als Charter- und Regionalfluggesellschaft gegründet. Der Jungfernflug fand am 8. April 1999 statt. Seit 2005 befindet sich die Gesellschaft zu 100 % im Besitz der Sonatrach.
Zum Jahr 2025 wurde Tassili Airlines wieder von der Air Algérie übernommen. Die neue Tassili Airlines sollte von nun an nur noch Inlandsstrecke betreiben. Alle Flugzeuge und das gesamte Personal wechselten ebenfalls unter die neue Mutter Air Algérie.

## Flugziele
Tassili Airlines führt Charterflüge und Versorgungsflüge für die Ölfelder Algeriens durch. Zudem werden Ziele in Afrika und Europa angeflogen.

## Flotte

### Aktuelle Flotte

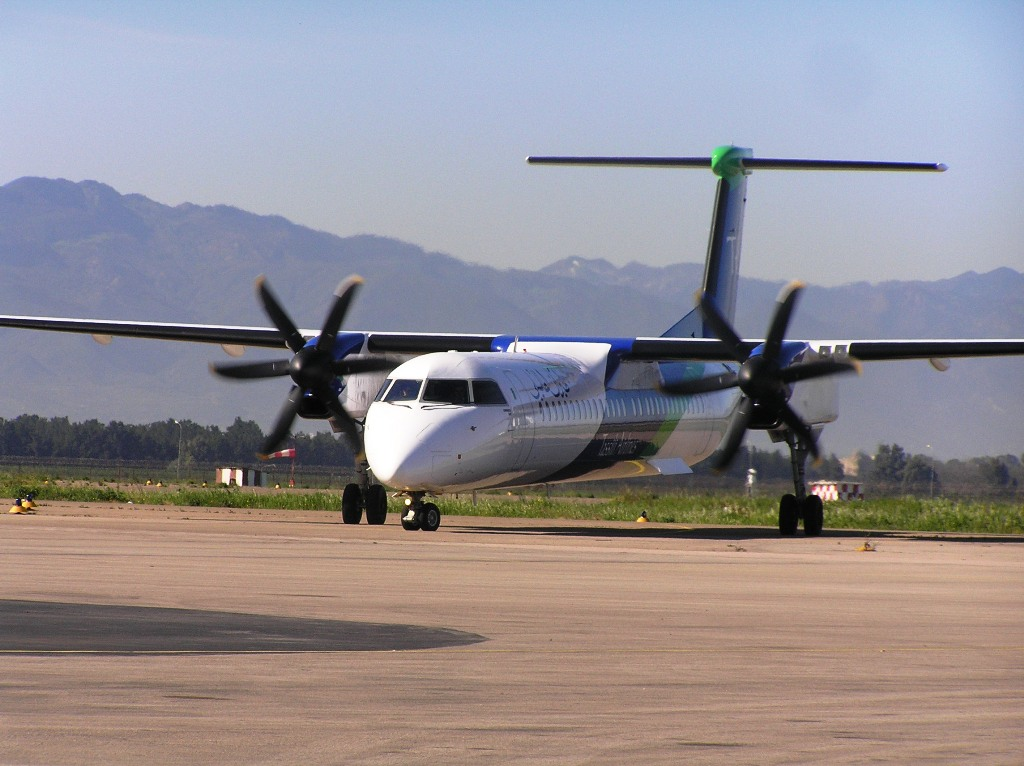
De Havilland DHC-8-400 der Tassili Airlines

Mit Stand April 2022 besteht die Flotte der Tassili Airlines aus 15 Flugzeugen mit einem Durchschnittsalter von 11,4 Jahren:
| Flugzeugtyp            | aktiv | bestellt | Anmerkungen               | Sitzplätze |
| ---------------------- | ----- | -------- | ------------------------- | ---------- |
| Boeing 737-800         | 07    |          | mit Winglets ausgestattet | 155        |
| De Havilland DHC-8-200 | 04    |          |                           | 35         |
| De Havilland DHC-8-400 | 04    |          |                           | 74         |
| Gesamt                 | 15    | -        |                           |            |

### Ehemalige Flugzeugtypen
Zuvor betrieb Tassili Airlines auch folgenden Flugzeugtyp:
- ATR 42-500

## Zwischenfälle
Tassili Airlines verzeichnete in ihrer Geschichte einen Zwischenfall mit Todesopfern und Totalverlust des Flugzeuges:
- Am 28. Januar 2004 verunglückte eine Beechcraft 1900D (Kennzeichen 7T-VIN), die im Auftrag von Sonatrach zwei ihrer Mitarbeiter vom Ölfeld bei Hassi R’Mel nach Ghardaia fliegen sollte. Im Flugzeug befanden sich neben den zwei Passagieren noch drei Mann Besatzung. Die Beechcraft 1900D schlug fünf Kilometer vor dem Flughafen auf. Der Erste Offizier erlag später seinen Verletzungen.[8]